# 芬恩铁路

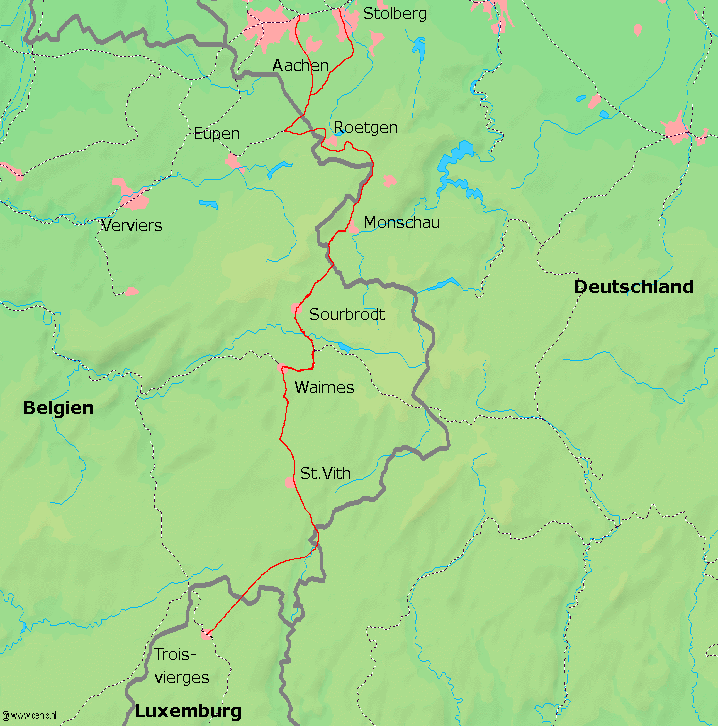
芬恩铁路线路图（紅線），左側為比利时，右側為德国，下方為盧森堡

芬恩铁路（德語：Vennbahn，德語發音：[ˈfɛnbaːn]）是一段位于德国和比利时边境的已废弃铁路。该铁路线为标准轨距，主线越过上芬恩（Hohes Venn），连接德国亚琛和比利时特鲁瓦蓬，途经拉伦、蒙绍、圣菲特，另有支线连接施托尔贝格、奥伊彭和马尔默迪。该铁路在奥伊彭与布鲁塞尔-科隆主线铁路相交，在特鲁瓦蓬则与列日-卢森堡铁路线相交。
铁路部分穿越德国领土，但是因为该铁路的道床、车站以及其他附属设施都是在1919年修建，基于凡尔赛条约，这些部分仍属比利时领土。五个位于铁路西侧而属于德国的外飞地因此产生。

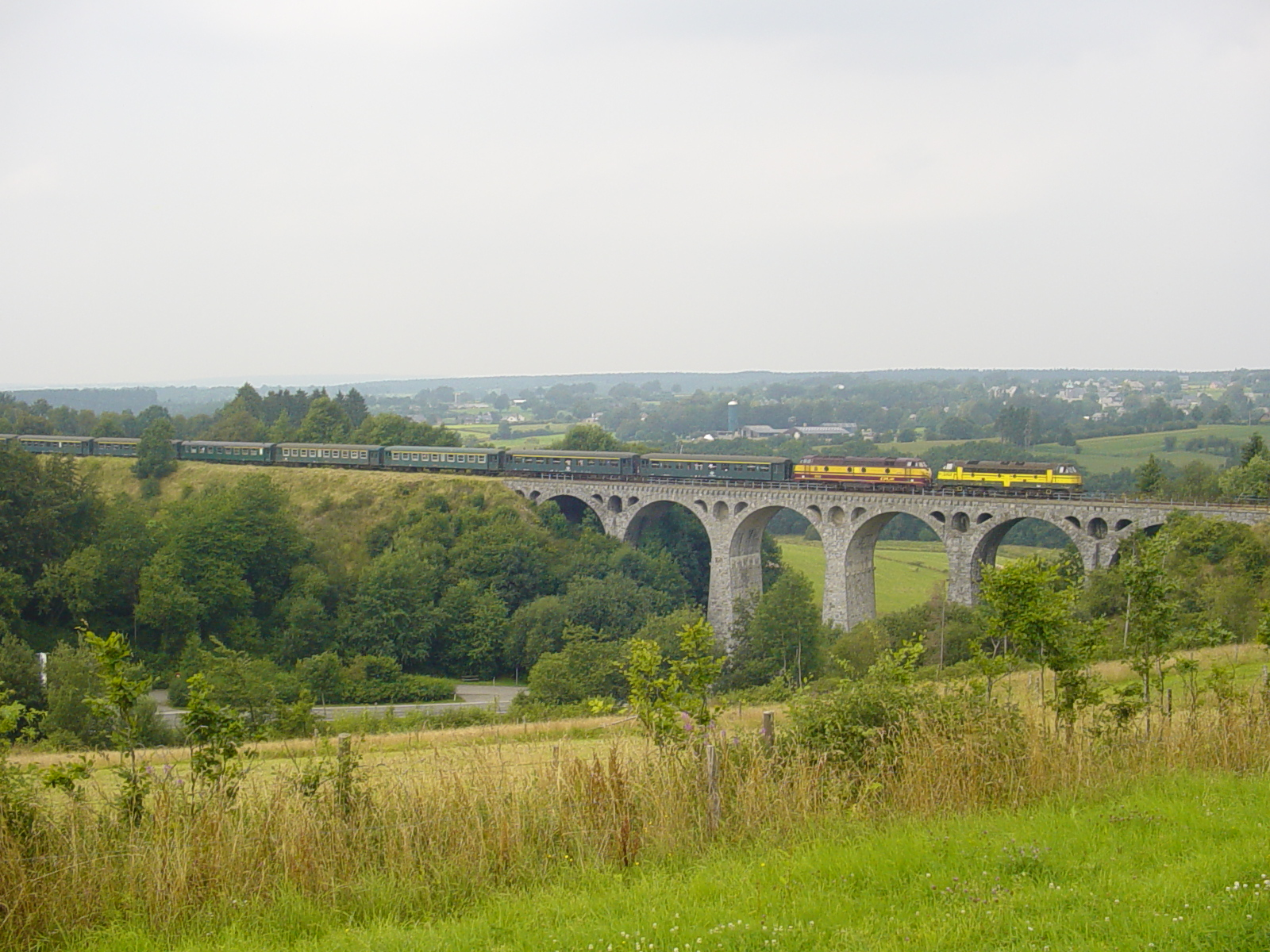
火车途经比特兴巴赫大桥

芬恩铁路的旅客列车服务一直持续到2001年，部分列车甚至还是蒸汽机车，后由于资金缺乏而停止运行。目前尚有介于卡尔特黑尔贝格（Kalterherberg）和苏尔布罗特（Sourbrodt）间的部分铁轨可运行人力铁道车。
2008年曾有报道称，由于芬恩铁路已停止使用，比利时可能将会把铁路所占用的领土交予德国，外飞地也将不复存在。 然而，德国和比利时外交部已经确认，该铁路全段，包括已废弃的部分仍会是比利时领土。
自2007年12月4日起，已废弃铁路的拆除工作正式开始。至2008年九月，Trois-Ponts与Sourbrodt间的铁轨已被彻底拆除。拆卸工作完成后，大部分线路将会在2013年修建成自行车道。

## 历史
该铁路修建后主要用于在卢森堡与位于亚琛Rothe Erde的工业中心之间运载煤和铁。从亚琛至蒙绍的部分于1885年6月30日开始使用。从拉伦至奥伊彭的部分则通车于1887年8月3日。1889年12月21日铁路线又连接了瓦尔海姆。